# Wilhelm Külz

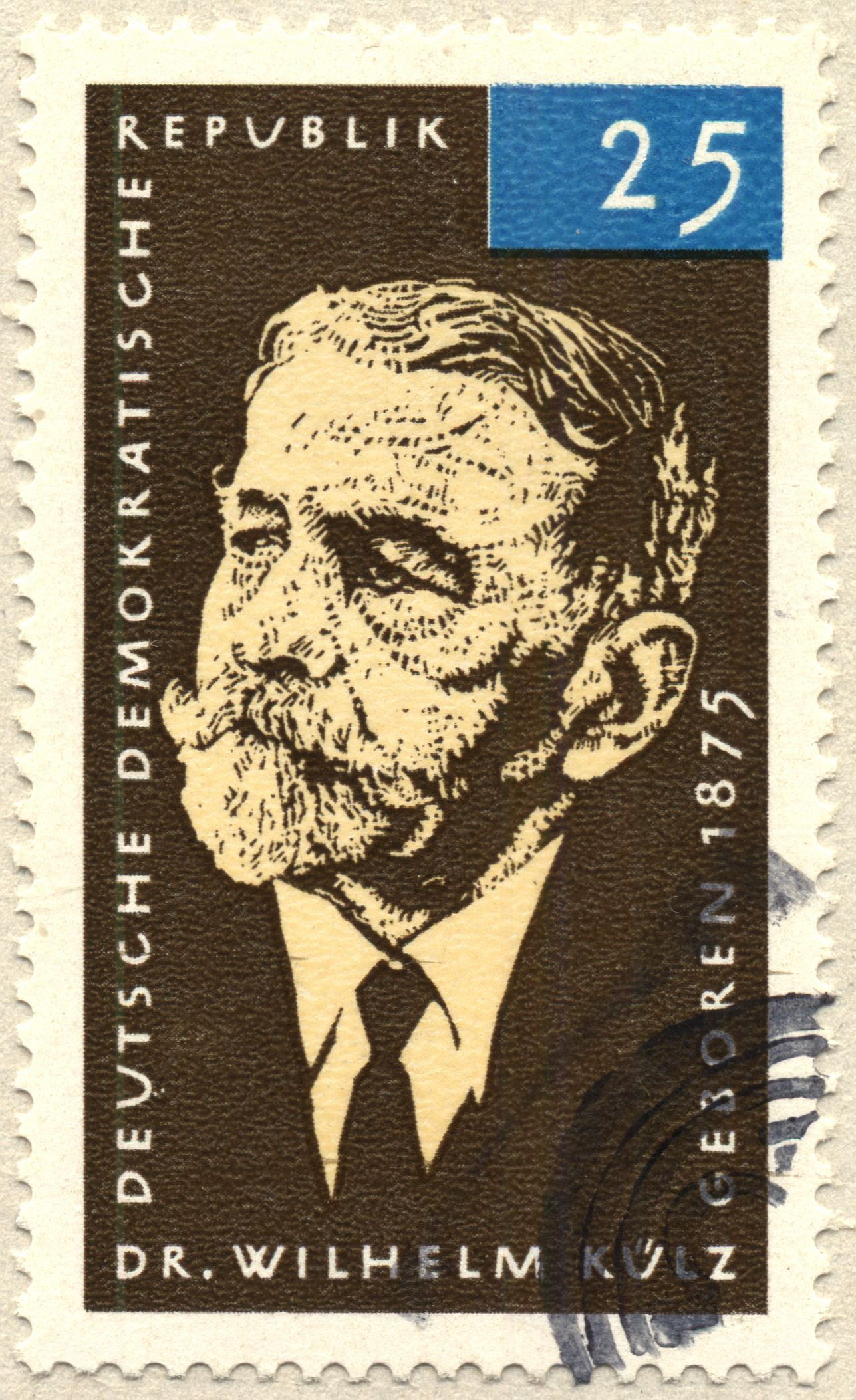
Wilhelm Külz avbildad på ett frimärke från DDR.

Wilhelm Külz, född 18 februari 1875 i Borna, död 10 april 1948 i Berlin, var en tysk politiker i Deutsche Demokratische Partei, Demokratische Partei Deutschlands och Liberal-Demokratische Partei Deutschlands.
Kütz blev överborgmästare i Zittau 1912, borgmästare i Dresden 1923 och överborgmästare där 1931. Han var 1920-30 ledamot av tyska riksdagen och 1926-27 inrikesminister i Hans Luther och Wilhelm Marx regeringar.